# Pelogenia arenosa
Pelogenia arenosa är en ringmaskart som först beskrevs av Delle Chiaje 1830.  I den svenska databasen Dyntaxa används istället namnet Psammolyce arenosa. Enligt Catalogue of Life ingår Pelogenia arenosa i släktet Pelogenia och familjen Sigalionidae, men enligt Dyntaxa är tillhörigheten istället släktet Psammolyce och familjen Sigalionidae. Arten har ej påträffats i Sverige. Inga underarter finns listade i Catalogue of Life.